# Onthophagus akhaus
Onthophagus akhaus é uma espécie de inseto do género Onthophagus da família Scarabaeidae da ordem Coleoptera.

## História
Foi descrita cientificamente pela primeira vez no ano 2007 por Masumoto, Ochi & Hanboonsong.